# 요세미티 폭포

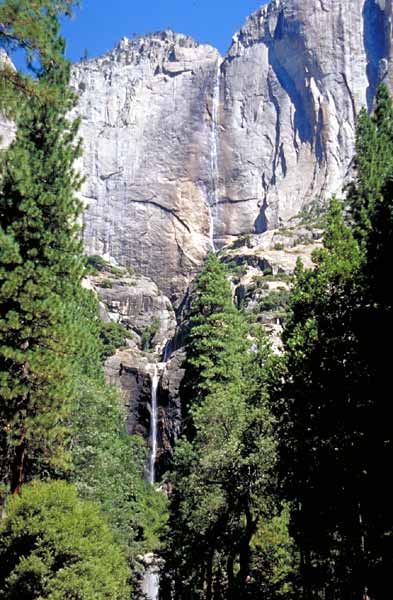
요세미티 폭포 Yosemite Falls

요세미티 폭포(영어: Yosemite Falls)는 요세미티 국립공원 요세미티 계곡에 위치한 폭포이다. 3단 폭포이며 높이는 총 739m로, 미국에서 가장 낙차가 큰 폭포이자 세계에서는 20위로 낙차가 큰 폭포이다. 상단 요세미티 폭포(Upper Yosemite Falls), 중간 폭포, 하단 요세미티 폭포(Lower Yosemite Falls)로 나뉘어 있으며, 방문 시기는 눈이 녹아 수량이 많은 봄이 가장 좋다.